# Carex jeanpertii
Carex jeanpertii är en halvgräsart som beskrevs av E.G.Camus. Carex jeanpertii ingår i släktet starrar, och familjen halvgräs.
Artens utbredningsområde är Vietnam. Inga underarter finns listade i Catalogue of Life.